# Roger Wagner
Roger Wagner (ur. 16 stycznia 1914 w Le Puy, zm. 17 września 1992 w Dijon) – amerykański dyrygent francuskiego pochodzenia.

## Życiorys
Roger Wagner był synem organisty w katedrze w Dijon, więc otrzymał wstępną edukację muzyczną w domu. W wieku 7 lat w 1921 roku wraz z rodziną wyemigrował do Stanów Zjednoczonych. Już mając 12 lat rozpoczął pracę jako organista i dyrygent chóru kościelnego. Po studiach w College of Montmorency powrócił do Francji na studia licencjackie, gdzie studiował grę na organach u Marcela Dupré. W 1937 roku osiedlił się w Los Angeles, gdzie został organistą i dyrygentem chóru w St. Joseph's Church. Studiował też filozofię i literaturę francuską na Uniwersytecie Kalifornijskim oraz dyrygenturę u Otto Klemperera i Brunona Waltera, orkiestrację i kompozycję, m.in. u Igora Strawinskiego.
W 1946 r. założył chór Roger Wagner Chorale (początkowo 12-osobowy), którym kierował przez cztery dekady. Zespół ten zyskał światową sławę i koncertował na sześciu kontynentach. Wagner założył również i dyrygował zespołem wokalno-instrumentalnym Los Angeles Master Chorale and Sinfonia Orchestra (1965-1985). Oprócz tego, pracował jako kierownik katedry muzyki w Marymount College w Los Angeles (1951-1966) i wykładowca na Uniwersytecie Kalifornijskim (1959-1981). Był przy tym uznanym aranżerem i autorytetem w dziedzinie muzyki średniowiecznej i renesansowej. Jako dyrygent symfoniczny, współpracował z Los Angeles Philharmonic Orchestra, New York Philharmonic Orchestra oraz Detroit Symphony Orchestra w Stanach Zjednoczonych, Royal Philharmonic Orchestra w Londynie, Koninklijk Concertgebouworkest w Amsterdamie, Teatrem Bolszoj w Rosji, Izraelską Orkiestrą Kameralną (1976) i orkiestrami w Ameryce Południowej.

## Wyróżnienia
Za swoje zasługi został nagrodzony Komandorią Orderu Świętego Grzegorza Wielkiego przez papieża Pawła VI w 1966 r. Otrzymał też dwa doktoraty honoris causa. Został też upamiętniony gwiazdą na Hollywoodzkiej Alei Gwiazd.